# Chad Hanna
Chad Hanna is een Amerikaanse romantische dramafilm in Technicolor uit 1940 onder regie van Gregory Ratoff. De film is gebaseerd op de roman Red Wheels Rolling uit 1940 van Walter D. Edmonds.

## Verhaal
De film speelt af in de jaren 1840. Chad Hanna is een boerenzoon die meewerkt aan het bouwen van een kanaal in Canastota. Hij is smoorverliefd op Albany Yates, een succesvolle ruiter die werkt in het circus van meneer Huguenine. Tijdens een bezoek aan het circus raakt hij betrokken bij een gevecht met Cisco Tridd, een slavendrijver die, nadat een slaaf is gevlucht, zich afreageert op zijn jonge dochter Caroline. Zij loopt daarom weg van huis en sluit zich aan bij het circus, waar zij leert paardrijden. Ook Chad besluit mee te reizen met het circus en vindt een baan als koetsier.
Wanneer Albany, de ster en publiekstrekker, zich aansluit bij een concurrerend circus, krijgt Huguenine te kampen met een aantal financiële tegenslagen. Hij confronteert Burke, de eigenaar van dat circus, maar dit loopt uit de hand en uiteindelijk raakt Huguenine gewond. Terwijl hij verzorgd wordt door Albany, wordt Chad aangewezen om de zaken over te nemen in haar afwezigheid. Het circus krijgt niet veel later nog een tegenslag te verduren: Tridd is teruggekeerd en eist dat zijn dochter met hem meegaat. Chad probeert haar te beschermen door te beweren dat hij getrouwd is met Caroline.
Tridd gelooft Chad niet en dreigt te controleren of hij inderdaad getrouwd is. Om het zekere voor het onzekere te nemen, haasten Chad en Caroline zich in een bruiloft. Op de ceremonie worden ze verrast door de verschijning van Albany, die Chads hart opnieuw doet smelten. Hij realiseert zich echter dat hij nooit een relatie met haar kan krijgen, omdat hij trouw dient te blijven aan Caroline. De irritaties worden groter als Huguenine hem ontslaat op grond van de bewering dat hij een leeuw heeft gedood. Als hij hierin geen steunt krijgt van Caroline, besluit hij het circus te verlaten om Albany op te sporen. Zij overtuigt hem om zijn huwelijk nog een kans te geven, waarop Chad besluit om terug te keren naar Caroline.

## Rolbezetting
| Acteur         | Personage                 |
| -------------- | ------------------------- |
| Henry Fonda    | Chad Hanna                |
| Dorothy Lamour | Albany Yates/Lady Lillian |
| Linda Darnell  | Caroline Tridd Hanna      |
| Guy Kibbee     | A.D. Huguenine            |
| Jane Darwell   | Mrs. Bettina Huguenine    |
| John Carradine | B.D. Bisbee               |
| Ted North      | Fred Shepley              |
| Roscoe Ates    | Ike Wayfish               |
| Olin Howland   | Cisco Tridd               |

## Achtergrond
De roman waar de film op gebaseerd is, werd aanvankelijk tussen 10 februari en 30 maart 1940 gepubliceerd als een reeks korte verhalen in The Saturday Evening Post. Actrice Dorris Bowdon was ervan overtuigd dat zij de rol van Caroline had gekregen, omdat haar echtgenoot Nunnally Johnson het scenario van de film had geleverd. Toen de rol uiteindelijk naar Linda Darnell ging, dreigde zij een scheiding aan te vragen. Andere actrices die werden overwogen voor dezelfde rol, waren Anne Baxter en Brenda Joyce.
De rol van Albany ging naar Dorothy Lamour. Zij werd door 20th Century Fox geleend van Paramount Pictures. Zij was niet de eerste keuze voor de rol. Eerder werden Hedy Lamarr en Ann Sheridan overwogen. Ondanks dat ze allergisch was, moest Darnell voor enkele scènes stunts doen met paarden. Dit beschreef ze later als een 'ware hel'. Haar samenwerking met Lamour beschreef ze daarentegen als zeer positief. De film werd enkele dagen voor Darnells zeventiende verjaardag voltooid.
Chad Hanna werd op Kerstmis uitgebracht. Critici spraken niet al te positief over het resultaat. Het dagblad Variety noemde de film 'traag'. The New York Times schreef dat het een slimme zet was van 20th Century Fox om de film te maken in Technicolor, omdat dit naar haar mening zorgde voor de juiste sfeer. Het dagblad gaf alle lof aan Henry Fonda en schreef dat Darnell 'aantrekkelijk' was en hierin beter was dan Lamour.